# Idiocera (Idiocera) nigroterminalis
Idiocera (Idiocera) nigroterminalis is een tweevleugelige uit de familie steltmuggen (Limoniidae). De soort komt voor in het Oriëntaals gebied.